# Andreï Fedkov
Andreï Iourievitch Fedkov (en russe : Андрей Юрьевич Федьков) est un footballeur international russe né le 4 juillet 1971 à Rostov-sur-le-Don. Il a principalement évolué au poste d'attaquant.
Il se fait principalement remarquer lors de son passage au Sokol Saratov au début des années 2000, où ses performances lui valent d'être sélectionné avec l'équipe nationale russe à deux reprises au cours de l'année 2001. Il a également fini deux fois meilleur buteur de la deuxième division russe en 2000 et en 2004. Cette dernière année le voit par ailleurs remporter la Coupe de Russie avec le Terek Grozny, étant l'auteur du but de la victoire en finale.

## Biographie

### Carrière de joueur
Formé dans sa ville natale de Rostov-sur-le-Don au sein de l'équipe locale du SKA, c'est finalement au Rostselmach que Fedkov fait ses débuts professionnels en 1988, jouant deux matchs en deuxième division soviétique. Il revient dès l'année suivante au SKA où il joue trois saisons durant, inscrivant 14 buts en 53 matchs tandis que le club descend successivement en troisième puis en quatrième division. Il rejoint brièvement le Spartak moscou en fin d'année 1991, n'y jouant cependant qu'un seul match avec la réserve. Après la chute de l'Union soviétique et la mise en place du nouveau championnat russe, il revient au Rostselmach pour la saison 1992 où il joue 22 match sans inscrire le moindre but.
À l'issue de l'année 1992, il quitte la Russie pour rallier l'Ukraine et le Kremin Krementchouk. Il y passe trois années, marquant 29 buts en 79 rencontres avant de partir brièvement au CSKA Kiev en deuxième division pour la fin de la saison 1994-1995, où il ne joue qu'un match qui le voit inscrire un doublé, avant de partir au Chakhtar Donetsk dès la saison suivante. Il y découvre notamment la coupe d'Europe en prenant part à la Coupe des coupes en 1995. Il retourne par la suite au Kremin Krementchouk lors de la saison 1996-1997, inscrivant 15 buts en 30 matchs avant de partir à la fin de l'exercice à la suite de la relégation du club.
Fedkov retrouve la Russie au cours de l'été 1997 en joignant le Baltika Kaliningrad en première division. Il dispute par la suite la Coupe Intertoto l'année suivante, tandis que l'équipe est reléguée en deuxième division à l'issue de la saison 1998. Il reste par la suite pour l'exercice suivant mais ne parvient pas à amener le club à la promotion, malgré 16 buts en 39 matchs et s'en va à l'issue de la saison.
Ralliant l'équipe du Sokol Saratov pour la saison 2000, il se montre rapidement décisif en inscrivant 26 buts en championnat et permettant au club de remporter la deuxième division et d'accéder au premier échelon. Il continue ensuite sur sa lancée l'année suivante en marquant 14 buts en première division, lui permettent de se classer deuxième meilleur buteur derrière Dmitri Viazmikine et d'aider le Sokol à atteindre la huitième place. L'exercice 2002 s'avère plus compliqué pour lui, avec seulement six buts inscrits, tandis que le club est relégué en fin d'année. Il reste encore une saison en 2003 avant de s'en aller après une neuvième place en championnat de deuxième division.
Il rejoint en début d'année 2004 le Terek Grozny, évoluant alors en deuxième division. Il s'y démarque très rapidement en contribuant notamment à la victoire de l'équipe en Coupe de Russie, étant buteur en quarts puis en demi-finales avant d'inscrire l'unique but de la finale face au Krylia Sovetov Samara. Ce succès permet au Terek de prendre part à la Coupe UEFA la même année, où il marque deux des trois buts du club dans la compétition face au Lech Poznań puis le FC Bâle, contre qui il est cependant éliminé. En parallèle, l'équipe se montre extrêmement dominatrice en championnat, ce qui est principalement illustré par Fedkov, qui marque pas moins de 38 buts au cours de la saison et termine largement meilleur buteur loin devant ses autres poursuivants. La saison suivante en première division le voit n'inscrire que quatre buts tandis que le Terek est relégué, amenant à son départ au terme de l'exercice.
Alors âgé de 35 ans, Fedkov retourne dans sa ville et son club d'origine en rejoignant le SKA Rostov, qui évolue alors en troisième division, pour la saison 2006. Avec 15 buts en 27 matchs, il contribue à la deuxième place de l'équipe, qui parvient à être promue administrativement au deuxième échelon par la suite, mais s'en va tout de même à la fin de l'année pour retrouver le Terek. Ce deuxième passage est cependant bref, Fedkov n'étant qu'assez peu utilisé au cours de l'année 2007 en raison de plusieurs blessures. Malgré une promotion au terme de la saison, il part ensuite au Cheksna Tcherepovets où il met finalement un terme à sa carrière au terme de l'année 2008, à l'âge de 37 ans.
Après sa fin de carrière, il occupe pendant un an un poste de directeur général adjoint du Terek Grozny avant de rentrer à Rostov-sur-le-Don où il pratique le futsal au niveau amateur et devient entraîneur dans des équipes de jeunes.

### Carrière internationale
Jamais appelé au sein des sélections de jeunes, Fedkov est sélectionné pour la première fois en sélection russe par Oleg Romantsev au mois d'avril 2001, à l'âge de 29 ans, dans le cadre d'un match de qualification à la Coupe du monde 2002 contre la Yougoslavie. Titularisé d'entrée à la pointe de l'attaque, il sort cependant à la mi-temps au profit de Vladimir Beschastnykh qui inscrit le but de la victoire pour les siens qui l'emportent 1-0. Il est par la suite sélectionné une nouvelle fois deux mois plus tard et entre en jeu face au Luxembourg peu après l'heure de jeu, tandis que la Russie gagne 2-1. Il n'est ensuite plus appelé.

## Statistiques
| Saison                | Club                  | Championnat           | Championnat | Championnat | Coupe(s) nationale(s) | Coupe(s) nationale(s) | Compétition(s) continentale(s) | Compétition(s) continentale(s) | Compétition(s) continentale(s) | Total | Total |
| Saison                | Club                  | Division              | M.          | B.          | M.                    | B.                    | Comp.                          | M.                             | B.                             | M.    | B.    |
| 1988                  | Rostselmach Rostov    | D2                    | 2           | 0           | -                     | -                     | -                              | -                              | -                              | 2     | 0     |
| Sous-total            | Sous-total            | Sous-total            | 2           | 0           | -                     | -                     | -                              | -                              | -                              | 2     | 0     |
| 1989                  | SKA Rostov            | D2                    | 18          | 2           | -                     | -                     | -                              | -                              | -                              | 18    | 2     |
| 1990                  | SKA Rostov            | D3                    | 5           | 0           | -                     | -                     | -                              | -                              | -                              | 5     | 0     |
| 1991                  | SKA Rostov            | D4                    | 30          | 12          | -                     | -                     | -                              | -                              | -                              | 30    | 12    |
| Sous-total            | Sous-total            | Sous-total            | 53          | 14          | -                     | -                     | -                              | -                              | -                              | 53    | 14    |
| 1992                  | Rostselmach Rostov    | D1                    | 22          | 0           | -                     | -                     | -                              | -                              | -                              | 22    | 0     |
| Sous-total            | Sous-total            | Sous-total            | 22          | 0           | -                     | -                     | -                              | -                              | -                              | 22    | 0     |
| 1992-1993             | Kremin Krementchouk   | D1                    | 15          | 6           | -                     | -                     | -                              | -                              | -                              | 15    | 6     |
| 1993-1994             | Kremin Krementchouk   | D1                    | 25          | 4           | 4                     | 2                     | -                              | -                              | -                              | 29    | 6     |
| 1994-1995             | Kremin Krementchouk   | D1                    | 31          | 12          | 4                     | 5                     | -                              | -                              | -                              | 35    | 17    |
| Sous-total            | Sous-total            | Sous-total            | 71          | 22          | 8                     | 7                     | -                              | -                              | -                              | 79    | 29    |
| 1994-1995             | CSKA Kiev             | D2                    | 1           | 2           | -                     | -                     | -                              | -                              | -                              | 1     | 2     |
| 1995-1996             | Chakhtar Donetsk      | D1                    | 16          | 4           | 1                     | 0                     | C2                             | 4                              | 0                              | 21    | 4     |
| 1996-1997             | Kremin Krementchouk   | D1                    | 28          | 13          | 2                     | 2                     | -                              | -                              | -                              | 30    | 15    |
| Sous-total            | Sous-total            | Sous-total            | 45          | 19          | 3                     | 2                     | -                              | 4                              | 0                              | 52    | 21    |
| 1997                  | Baltika Kaliningrad   | D1                    | 19          | 8           | 1                     | 0                     | -                              | -                              | -                              | 20    | 8     |
| 1998                  | Baltika Kaliningrad   | D1                    | 28          | 6           | 1                     | 0                     | CI                             | 5                              | 1                              | 34    | 7     |
| 1999                  | Baltika Kaliningrad   | D2                    | 39          | 16          | 3                     | 1                     | -                              | -                              | -                              | 42    | 17    |
| Sous-total            | Sous-total            | Sous-total            | 86          | 30          | 5                     | 1                     | -                              | 5                              | 1                              | 96    | 32    |
| 2000                  | Sokol Saratov         | D2                    | 33          | 26          | 3                     | 2                     | -                              | -                              | -                              | 36    | 28    |
| 2001                  | Sokol Saratov         | D1                    | 30          | 14          | 4                     | 4                     | -                              | -                              | -                              | 34    | 18    |
| 2002                  | Sokol Saratov         | D1                    | 30          | 6           | 3                     | 1                     | -                              | -                              | -                              | 33    | 7     |
| 2003                  | Sokol Saratov         | D2                    | 36          | 16          | 2                     | 1                     | -                              | -                              | -                              | 38    | 17    |
| Sous-total            | Sous-total            | Sous-total            | 129         | 62          | 12                    | 8                     | -                              | -                              | -                              | 141   | 70    |
| 2004                  | Terek Grozny          | D2                    | 40          | 38          | 10                    | 4                     | C3                             | 4                              | 2                              | 54    | 44    |
| 2005                  | Terek Grozny          | D1                    | 22          | 4           | 3                     | 2                     | -                              | -                              | -                              | 25    | 6     |
| Sous-total            | Sous-total            | Sous-total            | 62          | 42          | 13                    | 6                     | -                              | 4                              | 2                              | 79    | 50    |
| 2006                  | SKA Rostov            | D3                    | 27          | 15          | 1                     | 0                     | -                              | -                              | -                              | 28    | 15    |
| 2007                  | Terek Grozny          | D2                    | 19          | 4           | -                     | -                     | -                              | -                              | -                              | 19    | 4     |
| 2008                  | Cheksna Tcherepovets  | D3                    | 19          | 5           | 1                     | 0                     | -                              | -                              | -                              | 20    | 5     |
| Sous-total            | Sous-total            | Sous-total            | 65          | 24          | 2                     | 0                     | -                              | -                              | -                              | 67    | 24    |
| Total sur la carrière | Total sur la carrière | Total sur la carrière | 535         | 213         | 43                    | 24                    | -                              | 13                             | 3                              | 591   | 240   |

## Palmarès
Sokol Saratov
- Champion de Russie de deuxième division en 2000.
- Meilleur buteur du championnat de Russie de deuxième division en 2000.

 Terek Grozny
- Vainqueur de la Coupe de Russie en 2004.
- Champion de Russie de deuxième division en 2004.
- Meilleur buteur du championnat de Russie de deuxième division en 2004.